# Pedro A. Gordillo
Pedro Antonio Gordillo (Córdoba, 1925-1998) fue un ingeniero civil argentino. Se desempeñó como Ministro de Obras y Servicios Públicos de la Nación Argentina entre 1971 y 1973 durante el gobierno de facto de Alejandro Agustín Lanusse.

## Biografía
Nació en la ciudad de Córdoba en 1925. Estudió ingeniería civil en la Facultad de Ciencias Exactas de la Universidad Nacional de Córdoba (UNC), graduándose en 1946 con medalla de oro. Luego estudió economía y construcciones en universidades europeas y estadounidenses, incluyendo Harvard.
Se desempeñó como profesor universitario y entre 1955 y 1956, fue subsecretario de Obras Públicas de la provincia de Córdoba.
Fue ministro de Obras Públicas y de Hacienda de la provincia de Córdoba, durante la intervención federal de Rogelio Nores Martínez entre 1962 y 1963. Para asumir en el puesto tuvo que renunciar a la Unión Cívica Radical del Pueblo (UCRP) por la prohibición que pesaba contra afiliados del partido para desempeñar cargos públicos.
Durante la dictadura autodenominada Revolución Argentina, entre 1966 y 1967 fue comisionado municipal de facto de la ciudad de Córdoba. Posteriormente estuvo a cargo de la radio de la UNC.
En junio de 1971, fue designado ministro de Obras y Servicios Públicos de la Nación por el presidente de facto Alejandro Agustín Lanusse, ocupando el cargo hasta 1973. En el cargo, suscribió un convenio con las provincias de Chaco, Formosa, Jujuy y Salta, para crear el Comité de Cuenca Hídrica del Río Bermejo en enero de 1973.
En marzo de 1972, fue nombrado ministro de Defensa de forma interina, tras la renuncia de José Rafael Cáceres Monié.
Falleció en 1998.

## Condecoraciones
- España: Gran Cruz de la Orden de Isabel la Católica (1973).[11]